# Luise Straus-Ernst

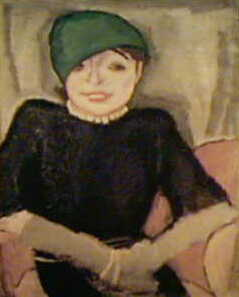
Hanns Bolz: Bildnis Louise Straus-Ernst, vor 1918

Luise Straus-Ernst, auch Louise Ernst, Louise Straus, Louise Ernst-Straus oder Luise Ernst-Straus, genannt Lou (* 2. Dezember 1893 in Köln; † Anfang Juli 1944 im KZ Auschwitz), war eine deutsche Kunsthistorikerin, Journalistin und Künstlerin sowie die erste Ehefrau des surrealistischen Künstlers Max Ernst und Mutter von Jimmy Ernst.

## Leben und Wirken

### Jugend, Studium und Ehe
Straus wurde 1893 als Tochter eines Hutfabrikanten in Köln geboren und wuchs in einem liberalen jüdischen Milieu auf. Nach dem Abitur studierte sie Kunstgeschichte, Geschichte und Archäologie an der Universität Bonn. Dort lernte sie 1913 Max Ernst kennen. Noch während des Ersten Weltkriegs heiratete sie 1918 in einer Kriegstrauung – gegen größere Bedenken beider Familien – den inzwischen zum Leutnant beförderten Max Ernst, dessen Eltern strenggläubige Katholiken waren. Schon vor seinem freiwilligen Kriegseinsatz hatte Ernst sein Studium der Philosophie, Psychologie und Kunstgeschichte abgebrochen, um als freier Maler im Kreis der Rheinischen Expressionisten um August Macke zu arbeiten. Luise hingegen wurde 1917 bei dem Kunsthistoriker Paul Clemen als eine der ersten Frauen an der Universität Bonn mit einer Untersuchung Zur Entwicklung des zeichnerischen Stils in der Cölner Goldschmiedekunst des 12. Jahrhunderts promoviert. Nach ihrer Promotion trat sie eine Stellung als
„wissenschaftliche Hilfsarbeiterin“ im Kölner Wallraf-Richartz-Museum an. Dort kuratierte sie im Sommer 1917 die Ausstellung Alte Kriegsdarstellungen – Graphik des 15. bis 18. Jahrhunderts. Im Januar 1919, nach dem Tod von Joseph Poppelreuter, dem Direktor der Skulpturen- und Antikensammlung des Wallraf-Richartz-Museums, übernahm sie kommissarisch die Leitung des Museums bis zum Ende des Jahres. Das Paar bekam 1920 einen Sohn, Hans-Ulrich, der später unter dem Namen Jimmy Ernst in den USA als Maler des abstrakten Expressionismus bekannt wurde. Die junge Familie litt unter großen finanziellen Sorgen. Luise übernahm Schreibarbeiten, etwa in der Kunsthandlung von Hermann Burg, und verkaufte Strümpfe im Kaufhaus Tietz, um das Überleben der Familie zu gewährleisten.

### Dada in Köln
Die Wohnung der Ernsts am Kaiser-Wilhelm-Ring 24 wurde zum „Kraftzentrum“ unangepasster neuer Kunstbewegungen, der „Gesellschaft der Künste“ und Dada Köln. Stark inspiriert von Giorgio de Chirico, dessen Werke das junge Ehepaar in München gesehen hatte, wurden gemeinsam mit Johannes Theodor Baargeld, Hans Arp und anderen vom Marxismus und der Psychoanalyse Freuds inspirierte Anti-Kunstausstellungen geplant, zu denen Luise einige Collagen unter dem Dada-Namen Armada von Duldgedalzen beisteuerte. Die erste Ausstellung 1920 im Kölnischen Kunstverein wurde zum Eklat. Plakate und Kataloge wurden von den Behörden beschlagnahmt. Bei der zweiten Ausstellung der Gruppe in einem Raum hinter der Herrentoilette des Brauhauses Winter an der Schildergasse war Straus mit mehreren Werken vertreten. Im Sommer 1922 traf das Ehepaar Ernst auf einem Urlaub in Österreich mit dem französischen Surrealisten Paul Éluard und dessen russischer Ehefrau Gala zusammen, die sie schon 1921 in Köln kennengelernt hatten. Max Ernst trennte sich von Luise, übersiedelte nach Paris, um sich künstlerisch dem Surrealismus anzuschließen und mit dem Ehepaar Éluard in einer Ménage à Trois zu leben. 1926 wurde die Ehe der Ernsts in Abwesenheit des Ehemanns geschieden.

### Tätigkeit als Journalistin
Lou Straus-Ernst, wie sie sich selbst meistens nannte, brachte sich, den Sohn und das langjährige Kindermädchen Maja Aretz zunächst als Buchhalterin, Sekretärin und Mitarbeiterin einer Spitzenmanufaktur durch. Sie katalogisierte die Ostasia-Sammlung des Kölner Industriellen Ottmar Edwin Strauss und wurde Mitarbeiterin verschiedener Kölner Galeristen, u. a. Hermann und Andreas Becker. Sie wandte sich wieder der Kunstgeschichte zu, übernahm Aufträge als Ausstellungskuratorin, schrieb viele Artikel über Architektur und Kunst von der Römerzeit bis zur Gegenwart, über Theater und Film, aber auch über Frauenthemen, Reisen und gesellschaftskritische Fragen, unter anderem für die Kölnische Zeitung und andere überregionale Blätter von Rang. Berühmt wurden ihre Reportagen über den Düsseldorfer Frauenmörder Peter Kürten und über die Homosexuellen-Szene in Köln, die beide in dem Kult-Magazin Der Querschnitt publiziert wurden. Sie arbeitete auch für die neu entstandene Westdeutsche Rundfunk AG (WERAG). Für die Vossische Zeitung und die Dresdner Neuesten Nachrichten übernahm sie die Kunstberichterstattung für das Rheinland. Außerdem schrieb sie mindestens einen Roman (Männer im Hintergrund) über das Avantgarde-Projekt einer Frankfurter Frauensiedlung und eine längere Erzählung (Ein ganz gewöhnliches Leben), die aber nicht publiziert wurden. Über das Wohnprojekt selbst ist jedoch eine Reportage von ihr überliefert. Eine neue Wohnung in der Emmastraße in Köln-Sülz wurde beliebte Anlaufstelle vor allem für Theaterleute, Schauspieler und Autoren. Bert Brecht, Hanns Eisler, Joachim Ringelnatz und Kurt Weill waren gern gesehene Gäste; der Fotograf August Sander, ebenfalls ein Freund des Hauses, porträtierte Lou und Jimmy 1928 für seine großangelegte Porträtreihe Menschen des 20. Jahrhunderts. Arno Breker, Hitlers späterer Lieblings-Bildhauer, machte ihr eine Zeitlang den Hof. Sie stand in guten Beziehungen zum Kölner Oberbürgermeister Konrad Adenauer. Mit seinem Pressereferenten Hermann-Josef Taepper, genannt "Jo", hatte sie eine längere Liebesbeziehung. Nach Angaben ihres Sohnes soll sie einige Reden für Adenauer als Ghostwriter verfasst haben. Als Adenauer 1933 von den Nationalsozialisten abgesetzt wurde, die SS ihre Wohnung durchsuchte und die Aufträge von Zeitungen und Radio ausblieben, verließ sie im Mai 1933 Köln und flüchtete nach Paris. Ihr Sohn Jimmy blieb zunächst bei ihrem Vater und dessen zweiter Frau Karoline, geb. Fischel. Ihr Bruder Richard (geb. 1899) nahm sich am 7. Juli 1933 das Leben.

### Emigration und Deportation
Nach verschiedenen Quartierwechseln wohnte Straus in einem Emigrantenhotel im Quartier Latin. Sie hielt losen Kontakt zu dem inzwischen mit der Französin Marie-Berthe Aurenche verheirateten Max Ernst und schlug sich mit Deutschunterricht, Museumsführungen für deutsche Touristen und Schreibarbeiten durch. Sie schrieb gelegentlich für die Neue Zürcher Zeitung, für die in Saarbrücken erscheinende Deutsche Freiheit und regelmäßig für die berühmte Emigranten-Zeitung Pariser Tageblatt und dessen Nachfolgerin, die Pariser Tageszeitung. Sie schrieb vor allem Kurzgeschichten aus dem Emigrantenleben, aber auch den Fortsetzungsroman Zauberkreis Paris, der starke autobiographische Züge trägt. Zweimal im Jahr kam ihr Sohn zu Besuch aus Köln, später aus Glückstadt, wo er im Druckhaus Augustin eine Lehre als Drucker absolvierte, bis er 1938 mit Hilfe von Freunden über Le Havre per Schiff  nach New York emigrieren konnte. Er versuchte vergeblich, seine Mutter von der Notwendigkeit ihrer eigenen Emigration zu überzeugen. Sein Vater konnte ihm 1941 mit Hilfe des Emergency Rescue Committee von Marseille aus zusammen mit seiner späteren dritten Ehefrau Peggy Guggenheim folgen. Auch Luise war ein Ausreisevisum zugesagt worden. Doch Eleanor Roosevelt, die Gattin des US-Präsidenten, zog es im letzten Moment aus nicht näher definierten Gründen zurück, vielleicht, weil es auf die Namen von Max und Luise Ernst ausgestellt worden war, wodurch der Eindruck entstand, dass sie noch verheiratet seien. Ob Max Ernst, wie von ihm selbst später vorgetragen, ihr daraufhin eine Wiederheirat angeboten hat, ist möglich, aber nicht mit letzter Sicherheit zu belegen.
Straus, die gedanklich der französischen Résistance nahestand, aber nicht aktiv darin tätig war, wurde für kurze Zeit in dem berüchtigten Internierungslager Camp de Gurs nahe der spanischen Grenze gefangen gehalten. Auf Initiative ihres langjährigen Lebensgefährten im Exil, des Journalisten und Kunsthistorikers Fritz Neugass, wurde sie am 21. Juni 1940 entlassen. Das Paar hielt sich zunächst in Cannes – im noch unbesetzten Süden Frankreichs – auf, wo es eine Wohnung in der Villa „Brise d’Orient“ in der Impasse d’Alexandra bewohnte. Nachdem es im Oktober 1941 von dort ausgewiesen wurde, fand es, mit einer Gruppe anderer jüdischer Emigranten, Zuflucht in Manosque im Département Alpes-de-Haute-Provence. Gemeinsam mit Neugass wohnte Straus im Hotel Du Nord am Boulevard de la Pleine. Dort schrieb sie ihre Autobiographie Nomadengut, die sie an ihre in der Schweiz lebende Agentin Ella Picard schickte, sodass das Manuskript erhalten blieb und später (2000) auf Initiative des hannoverschen Museumsdirektors Ulrich Krempel gedruckt werden konnte. Die literarische Form ist bemerkenswert, weil sie sich nicht an eine strikte Chronologie hält, sondern dem Prinzip der freien Assoziation und Erinnerung folgt. Der berühmte, am Ort residierende Schriftsteller Jean Giono gab ihr gelegentlich Schreib- und Übersetzungsaufträge, war aber sonst wegen seiner antisemitischen Ressentiments nicht sehr hilfreich. Neugass konnte im Dezember 1941 über Casablanca und Kuba in die USA emigrieren. Luise Straus-Ernst blieb allein zurück. Alle Bemühungen, nun doch noch auszuwandern, blieben erfolglos. In Manosque hielt Luise Straus-Ernst regen Kontakt zu anderen Emigranten wie dem Komponisten und Pianisten Jan Meyerowitz und dem Porträt- und Modefotografen Willy Maywald. Im September 1943 zog die Gestapo in Manosque ein und nahm in der Nähe von Luises Hotel Quartier. Sie war damit schutzlos ständigen Razzien ausgeliefert, umso mehr, als sie zur gleichen Zeit schwer erkrankte und sich operieren lassen musste. Am 28. April 1944 wurde sie zusammen mit neun weiteren jüdischen Flüchtlingen teils französischer, teils ausländischer Herkunft, festgenommen. Über Marseille und Drancy wurde sie am 30. Juni 1944 nach Auschwitz deportiert, wo sie – das genaue Datum ist unbekannt – umgebracht wurde.
Nach dem Zweiten Weltkrieg wurden Leben und kulturelles Wirken der Journalistin, Schriftstellerin und Kunsthistorikerin Luise Straus-Ernst bis auf beiläufige Erwähnungen in Biographien über Max Ernst weitgehend vergessen. Erst als das Erinnerungsbuch ihres Sohnes Jimmy 1985 mit dem Titel Nicht gerade ein Stilleben. Erinnerungen an meinen Vater Max Ernst auch auf Deutsch erschien, rückte sie wieder in das Bewusstsein einer breiteren Öffentlichkeit. In den 1990er Jahren machte vor allem die Frauengeschichtsforschung auf sie aufmerksam. Seit Veröffentlichung ihrer Autobiographie Nomadengut durch das Sprengel-Museum in Hannover wird auf ihr Wirken als Künstlerin, Autorin und Figur der Dada-Bewegung aufmerksam gemacht. Die Kölner Autorin Ute Remus hat ein Hörbuch zu Leben und Werk publiziert.
2016 erschien eine umfassende Biographie von Eva Weissweiler, die unter anderem Straus-Ernsts Wirken als Kunsthistorikerin und Journalistin und ihre vielfältigen beruflichen Aktivitäten und Beziehungen – unter den schweren Bedingungen von Judenverfolgung und Krieg – in Deutschland, Frankreich und der Schweiz ausführlich darlegt.

## Ehrungen

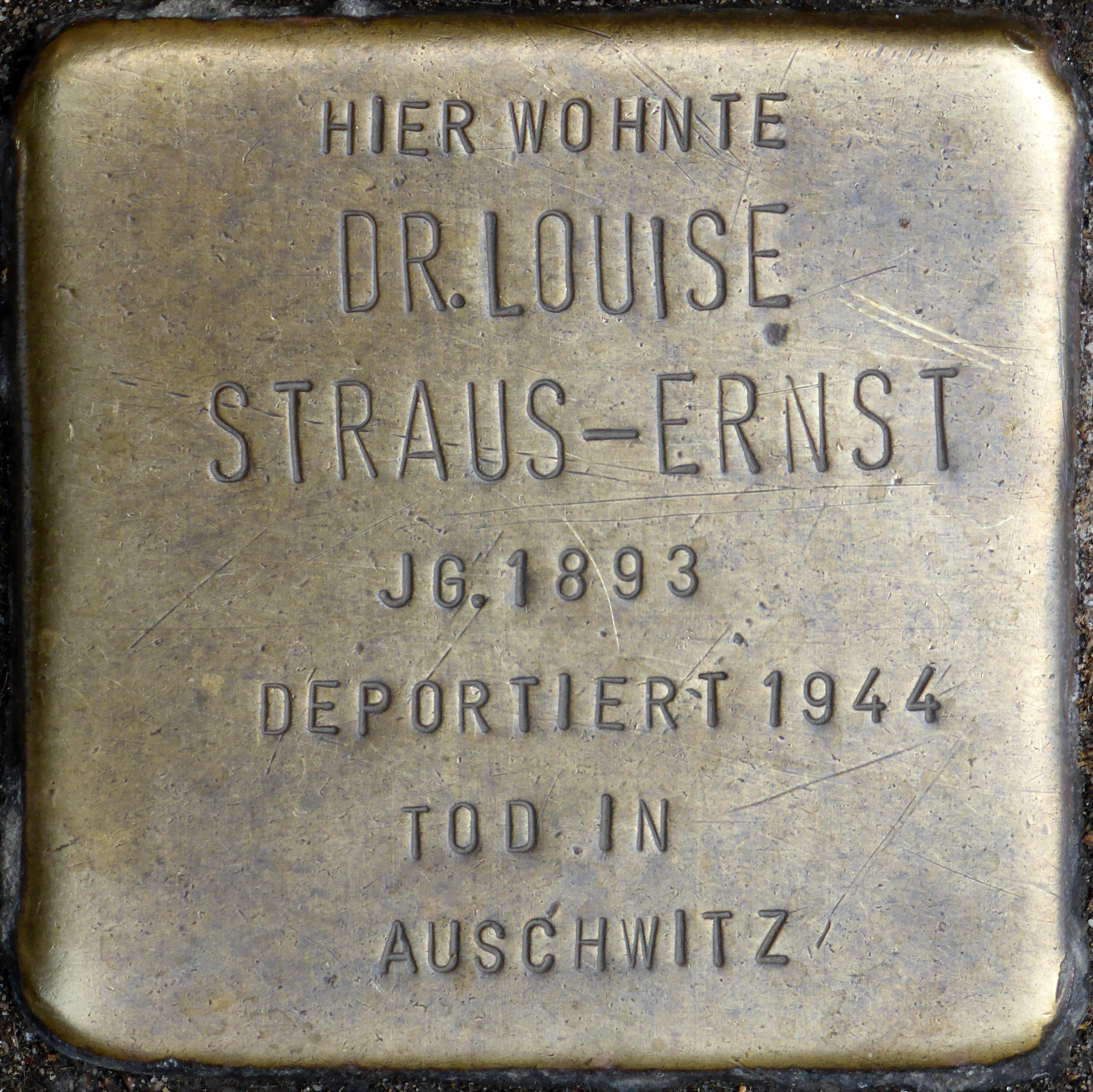
Stolperstein für Louise Straus-Ernst in Köln

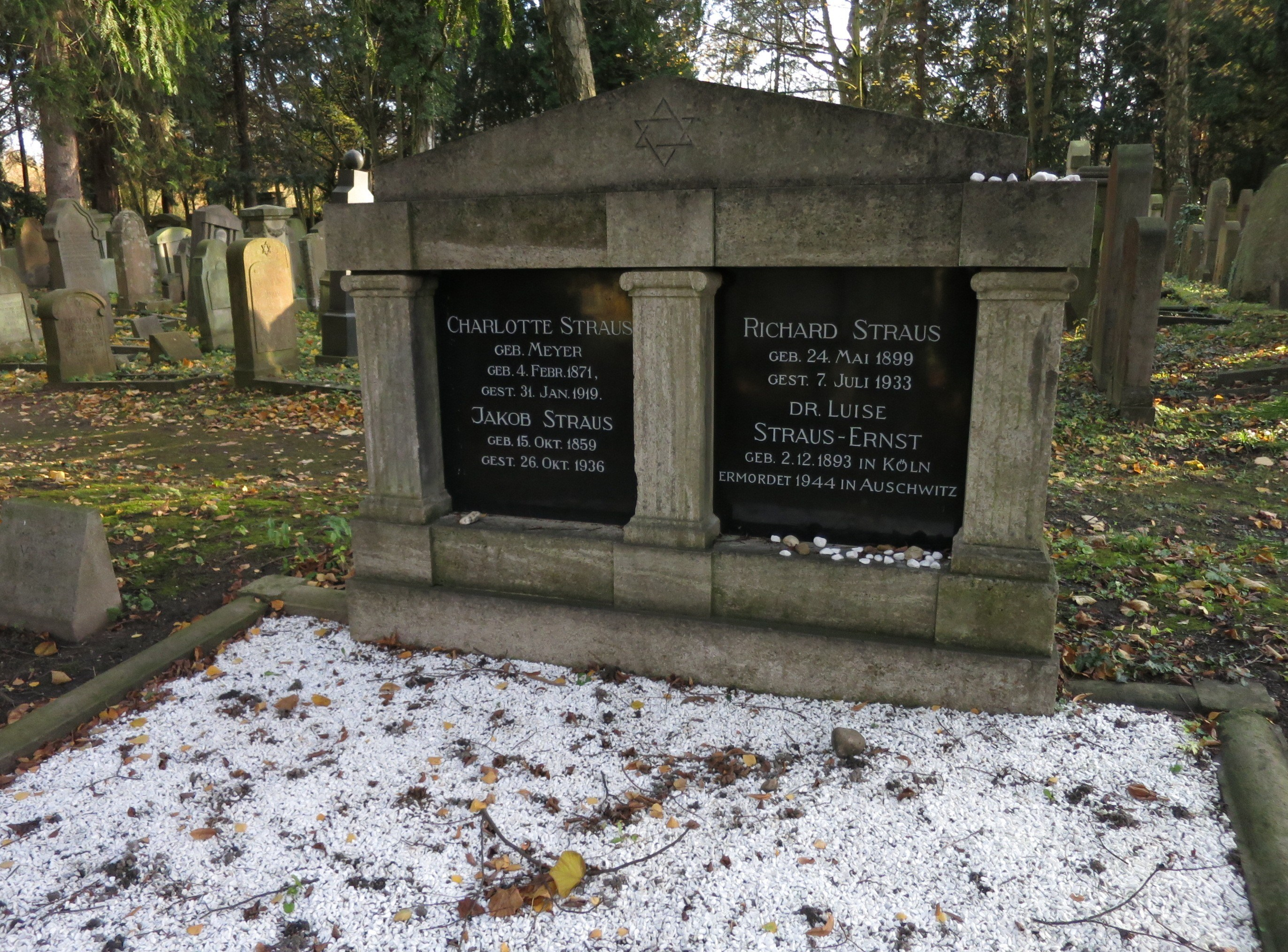
Grab der Familie Straus auf dem Jüdischen Friedhof Bocklemünd (November 2017)

Der Kölner Maler und Bildhauer Gunter Demnig hat ihr einen seiner Stolpersteine zur Erinnerung gewidmet. Er wurde vor ihrem letzten Domizil in der Emmastraße 27 in Köln-Sülz (1928–1933) gesetzt.
Im Rahmen einer Ausstellung des Wallraf-Richartz-Museums wurde im Juni 2017 auf dem Jüdischen Friedhof in Köln-Bocklemünd eine Grabstein-Inschrift zum Angedenken an Luise Straus-Ernst enthüllt (Flur 8 Nr. 1–3).
2018 wurde in Köln-Deutz die Luise-Straus-Ernst-Straße nach ihr benannt.
Der Landschaftsverband Rheinland benannte den seit 2014 alle zwei Jahre ausgelobten Frauenkulturpreis 2019 in Luise-Straus-Preis um. Neben dem Preisgeld in Höhe von EUR 5000 erhalten die Preisträgerinnen eine eigene Ausstellung in einem der Museen des LVR.

## Werke (Auswahl)
- Zur Entwicklung des zeichnerischen Stils in der Cölner Goldschmiedekunst des XII. Jahrhunderts. Heitz, Strassburg 1917.
- Nomadengut. Autobiografie 1914–1942. Hrsg. Ulrich Krempel. Sprengel-Museum, Hannover 1999, ISBN 3-89169149-1.
- The first Wife´s Tale (A Memoir by Louise Straus-Ernst. Historian, Critic, Journalist of Europe´s Avante-Garde Artists in the 1920s and 30s). Midmarch Arts Press, 2004, ISBN 1-87767543-1.
- Eine Frau blickt sich an, Reportagen und Erzählungen 1933–1941. Hg. vom Max-Ernst-Museum, Brühl. Mit Beiträgen von Jürgen Pech u. a. Greven, Köln 2012, ISBN 978-3-7743-0494-9.
- Männer im Hintergrund, Roman, o. D., vermutlich 1928/29, unveröffentlichtes Typoskript, Privatbesitz.
- Ein ganz gewöhnliches Leben, Erzählung, o. D., unveröffentlichtes Typoskript, Privatbesitz.
- Zauberkreis Paris (unter dem Pseudonym Lou Ernst), Fortsetzungsroman, Pariser Tageblatt 31. Dezember 1934 – 6. Februar 1935.
- Ausflug in die Bohème (unter dem Pseudonym Ulla Bertram), Erzählung, Pariser Tageszeitung 27. März 1938 – 1. Mai 1938.
- Friends behind barbed wire (zusammen mit Fritz Neugass), unveröffentlichtes Typoskript, vermutlich 1940/41, Nachlass Fritz Neugass, University at Albany, N. Y.
- Ferner von 1917 bis 1941 zahlreiche Artikel und Reportagen zu den Bereichen Kunstkritik, Kunstgeschichte, Theater, Musik, Politik, Judentum, Soziales, Reisen in verschiedenen deutschen, schweizerischen und französischen Zeitungen und Zeitschriften. Vgl. die vorläufige Bibliographie von Eva Weissweiler, in: Notre Dame de Dada. Luise Straus-Ernst – das dramatische Leben der ersten Frau von Max Ernst. Kiepenheuer & Witsch, Köln 2016, ISBN 978-3-462-04894-0, S. 381–393.

## Ausstellungen
- 1917 – In Erinnerung an Luise Straus-Ernst, Wallraf-Richartz-Museum, Köln, 23. Juni bis 10. September 2017